# Leskovice
Leskovice – gmina w Czechach, w powiecie Pelhřimov, w kraju Wysoczyna. Według danych z dnia 1 stycznia 2014 liczyła 101 mieszkańców.
W miejscowości jest przystanek kolejowy Leskovice.